# ثريا كهربائية
الثريا الكهربائيّة هي ثريا ذات مصابيح كهربائية. عادةً ما يشير المصطلح إلى وحدة إضاءة متقنة معلقة من الأعلى، مثل مصباح متدلي كبير متعدد المصابيح.